# Щёлково
Щёлково (исторически деревня Щёлкова уса́дьбы Гре́бнево) — город в городском округе Щёлково Московской области России. Город областного подчинения.
Население — 135 918 чел. (2024). Площадь города — 52 км².
Расположен в 15 км к северо-востоку от МКАД г. Москвы, между границами городов — 13 км; на обоих берегах реки Клязьмы. Железнодорожные остановочные пункты в черте города (в порядке удаления от Москвы): станция Соколовская, платформа Воронок, станция Щёлково, платформа Гагаринская, станция Чкаловская, платформа Бахчиванджи на линии Мытищи — Фрязево Ярославского направления МЖД. На юго-восточной окраине города находится один из крупнейших в стране военный аэродром Чкаловский.

## Этимология
Возник в середине XIX века как фабричная слобода, называвшаяся Мещанской. Название связано с некалендарным личным именем «Щёлк». В 1925 году образован город Щёлково.
Касательно названия существует несколько версий. Одну из них предложил краевед Ю. А. Тимаков. Он считает, что название Щёлково произошло от древнеславянского на «щелоке» (большого камня в реке), расщепляющего русло на 2 части, поскольку в древности в этом месте существовал волок. Об этом свидетельствует найденный на левом берегу в 1924 году клад новгородских гривен, датированный XII веком.

## История

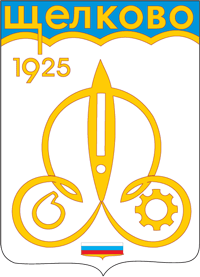
Герб Щёлково (1995)

Деревня Щёлково впервые упоминается в 1521—1522 годах как владение И. Ф. Хомутова, передаваемое по завещанию Троице-Сергиевой лавре. В 1584 году деревня Щёлково принадлежала Богдану Бельскому, затем ею более 150 лет владели князья Трубецкие.
В 1760 году усадьба Гребнево, в которую входила деревня Щёлково, перешла княгине Екатерине Дмитриевне Голицыной; с 1772 года ей владела родственница Голицыной — княгиня Анна Даниловна Трубецкая, мать выдающегося поэта XVIII века Михаила Хераскова. В 1781 году усадьба перешла к Гавриле Ильичу Бибикову через его супругу, миллионершу Татьяну Яковлевну Твердышеву.
Жители деревни издавна занимались ткачеством, производя полотно для себя и для нелегальной продажи. Указом императрицы Екатерины II в 1769 году крестьянам было разрешено заниматься купеческим промыслом: заводить фабрики или вести семейное производство для изготовления товаров на продажу. Мануфактур-коллегия объявила запись желающих заплатить рубль или два рубля за каждый стан. Это были большие деньги: за 2 рубля можно было купить 20 пудов ржаной муки. Производство и продажа тканей из льна или конопли даже за год не приносили такого дохода. Щёлковские ткачи наладили производство тканей и платков из коконов тутового шелкопряда, которые приносили в сто раз большую прибыль.
8 декабря 1769 года 12 крестьян деревни Щёлково были записаны в Мануфактур-коллегии как первые законные крестьяне-предприниматели, купившие билеты на станы для шелкоткачества: Тимофей Ефимов, Тимофей Симионов (на 2), Филип Антонов (на 2), Тимофей Петров (на 4), Иван (на 1) и Яким (на 3) Вахрамеевы, Фёдор Андреев, Филипп Тихонов (на 5), Никита Емельянов (на 3), Калина Трофимов (на 3), Иван Борисов (на 2), Фёдор Иванов (на 4).
В 1796 году деревня Щёлково заняла первое место в Московской губернии по производству крестьянской текстильной продукции, выпустив её на 524,4 тысячи рублей из общего объёма 939 тыс. рублей, а на долю всего имения приходилось 60 % крестьянского текстиля губернии.
К началу XIX века деревня стала экономическим центром нынешней территории.

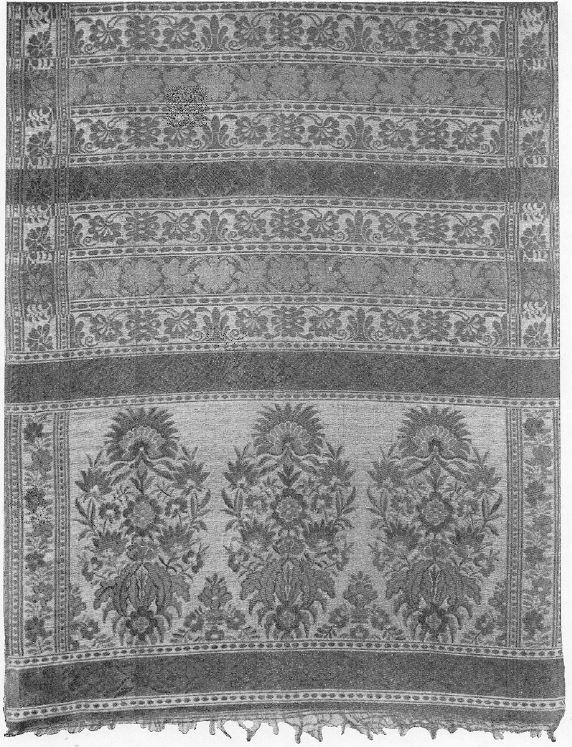
Шелковый пояс фабрики Фёдора Кондрашева в Щёлкове

К 1835 году в Щёлково развернул фабричное производство бывший крестьянин из деревни Фрязино Фёдор Кондрашев: 9 каменных корпусов, 1500 работающих. Фабриканты Кондрашевы первыми перешли на жаккардовые станки и даже начали их производить для других ткацких фабрик. Вокруг фабрики начал развиваться город: появились первая школа, первая больница, магазины и мастерские, сформировав Мещанскую слободу. Шёлковое производство прославило деревню, а потом город на весь мир.
В 1919 году Щёлково стало центром волости, переданной в 1921 году в Московский уезд. С 1923 года Щёлково — посёлок городского типа, с 1925 года — город районного подчинения, с 1929 года — центр Щёлковского района. 12 августа 1954 года Щёлково получило статус города областного подчинения.

## Население
| 1852     | 1859     | 1869     | 1886     | 1926     | 1931     | 1939     | 1959     | 1962     | 1967     | 1970     |
| -------- | -------- | -------- | -------- | -------- | -------- | -------- | -------- | -------- | -------- | -------- |
| 392      | ↗492     | ↘428     | ↘289     | ↗11 524  | ↗17 600  | ↗27 209  | ↗62 051  | ↗66 000  | ↗72 000  | ↗78 288  |
| 1973     | 1975     | 1976     | 1979     | 1982     | 1985     | 1986     | 1987     | 1989     | 1990     | 1991     |
| ↗85 000  | ↗90 000  | →90 000  | ↗100 281 | ↗103 000 | ↗106 000 | →106 000 | ↗107 000 | ↗109 255 | ↘109 000 | ↗110 000 |
| 1992     | 1993     | 1994     | 1995     | 1996     | 1997     | 1998     | 1999     | 2000     | 2001     | 2002     |
| ↘109 000 | →109 000 | ↘108 000 | ↘107 000 | →107 000 | →107 000 | ↘106 000 | ↘105 900 | ↘104 900 | ↘103 500 | ↗112 865 |
| 2003     | 2004     | 2005     | 2006     | 2007     | 2008     | 2009     | 2010     | 2011     | 2012     | 2013     |
| ↗112 900 | →112 900 | →112 900 | →112 900 | ↗113 000 | ↘112 800 | ↗113 888 | ↘110 411 | ↘110 400 | ↘109 828 | ↗112 993 |
| 2014     | 2015     | 2016     | 2017     | 2018     | 2019     | 2020     | 2021     | 2023     | 2024     |          |
| ↗116 366 | ↗118 962 | ↗123 520 | ↗125 843 | ↘125 634 | ↘124 831 | ↗126 109 | ↗134 211 | ↗135 509 | ↗135 918 |          |

На 1 января 2025 года по численности населения город находился на 124-м месте из 1124 городов Российской Федерации.

## Экономика

#### Промышленность
В Щёлкове находятся:
- ЗАО «Щёлковохлеб» — одно из крупнейших предприятий в Щёлкове с годовым объёмом производства в 2011 году более 1 млрд рублей, персонал предприятия составляет более 880 человек[55]. Ежедневно производятся 90 тонн хлебобулочных и кондитерских изделий[56].
- Завод по производству соков ЗАО «Мултон» (Кока-Кола). Предприятие площадью более 11 гектар и производительностью около 700 млн литров в год, на котором трудится более 1000 человек[57]. Выпускает соки под брендами Rich и «Добрый».
- ОАО «Валента Фармацевтика» (ранее — «Щёлковский витаминный завод»). Предприятие заняло 4 место в 2010 году по объёму производства лекарственных средств среди предприятий фармацевтической промышленности России[58].
- ГУП «Щёлковский завод вторичных драгоценных металлов» — предприятие по переработке лома и отходов драгоценных металлов: золота, серебра и других[59].
- Щёлковский металлургический завод — ОАО «Щёлмет»[60].

В Щёлкове также расположены хлопчатобумажный комбинат, ткацкая фабрика «Славия»(не работает), опытный завод НИИ «Химмаш», Центральный телеграф.
В Щёлкове будет построен комплекс предприятия Газпром космические системы по сборке космических аппаратов, где будут производить спутники. Проектирование завода уже завершено, площадь центра 13 га, будут производить орбитальные спутники «Ямал» и спутники дистанционного зондирования Земли «Смотр».

#### Банки
В городе работают банки: Щёлковское отделение № 2575 Сбербанка России, ВТБ, Газпромбанк, Кредитный агропромбанк, Росбанк, Московский кредитный банк, Совкомбанк, Почта Банк, Промсвязьбанк и др.

#### Торговля
В центре города работает Щёлковский районный рынок.
15 мая 2004 года был открыт торговый дом «Щёлково». Это пятиэтажное здание с 9-этажной офисной башней, расположенное в центре города на берегу реки Клязьма. Общая площадь — 30 тыс. м².
1 декабря 2006 года был открыт крупный гипермаркет «Глобус» с торговой площадью около 12 тыс. м².
В ноябре 2008 года напротив гипермаркета Глобус — ТЦ «Гранд Плаза» общей площадью 10,7 тыс. м².
13 августа 2011 года открылся новый гипермаркет Castorama площадью 9,7 тыс. м².
В сентябре 2017 года в микрорайоне Богородский открылся гипермаркет «Ашан».
В городе работает торговый центр на ул Центральной, площадью 6,8 тыс. м².

#### Строительство
В округе ведут деятельность следующие строительные компании:
- ООО Специализированный застройщик «Олимп Альянс» — строительство многоквартирных домов и объектов социальной инфраструктуры

- ООО «Инвест Проект МСК» — строительство многоквартирных домов и объектов социальной инфраструктуры
- Группа компаний «СУ 22» — строительство многоквартирных домов и объектов социальной инфраструктуры
- ООО ПСК «Триада» — строительство производственных, складских, торговых, офисных зданий, зданий административного назначения
- Щёлковское ДРСУ — ремонт и строительство дорог

## Транспорт

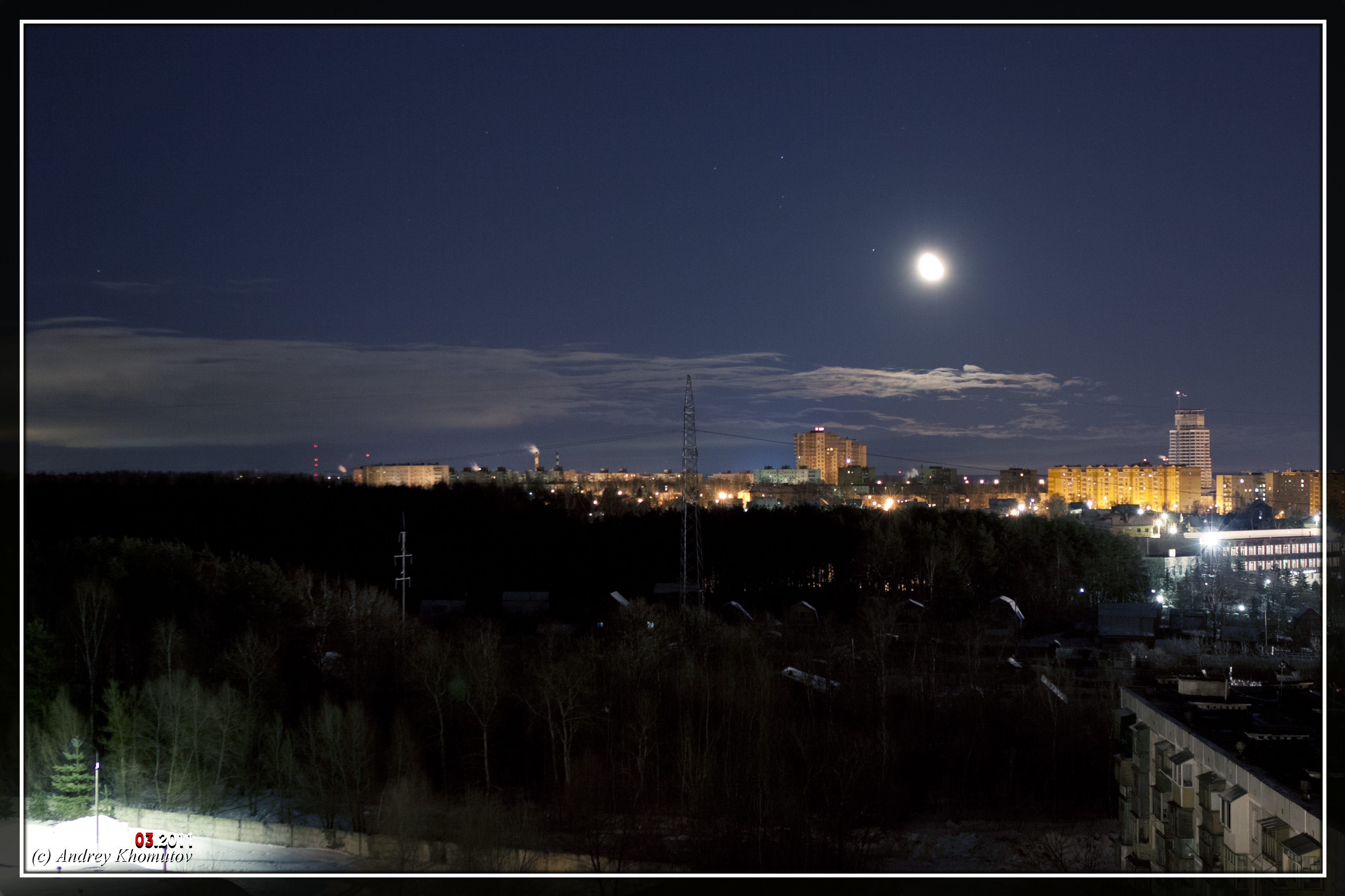
Ночное Щёлково

Основные железнодорожные узлы города — платформа Воронок, станция Щёлково, платформа Гагаринская, станция Чкаловская, платформа Бахчиванджи, а также станция Соколовская.

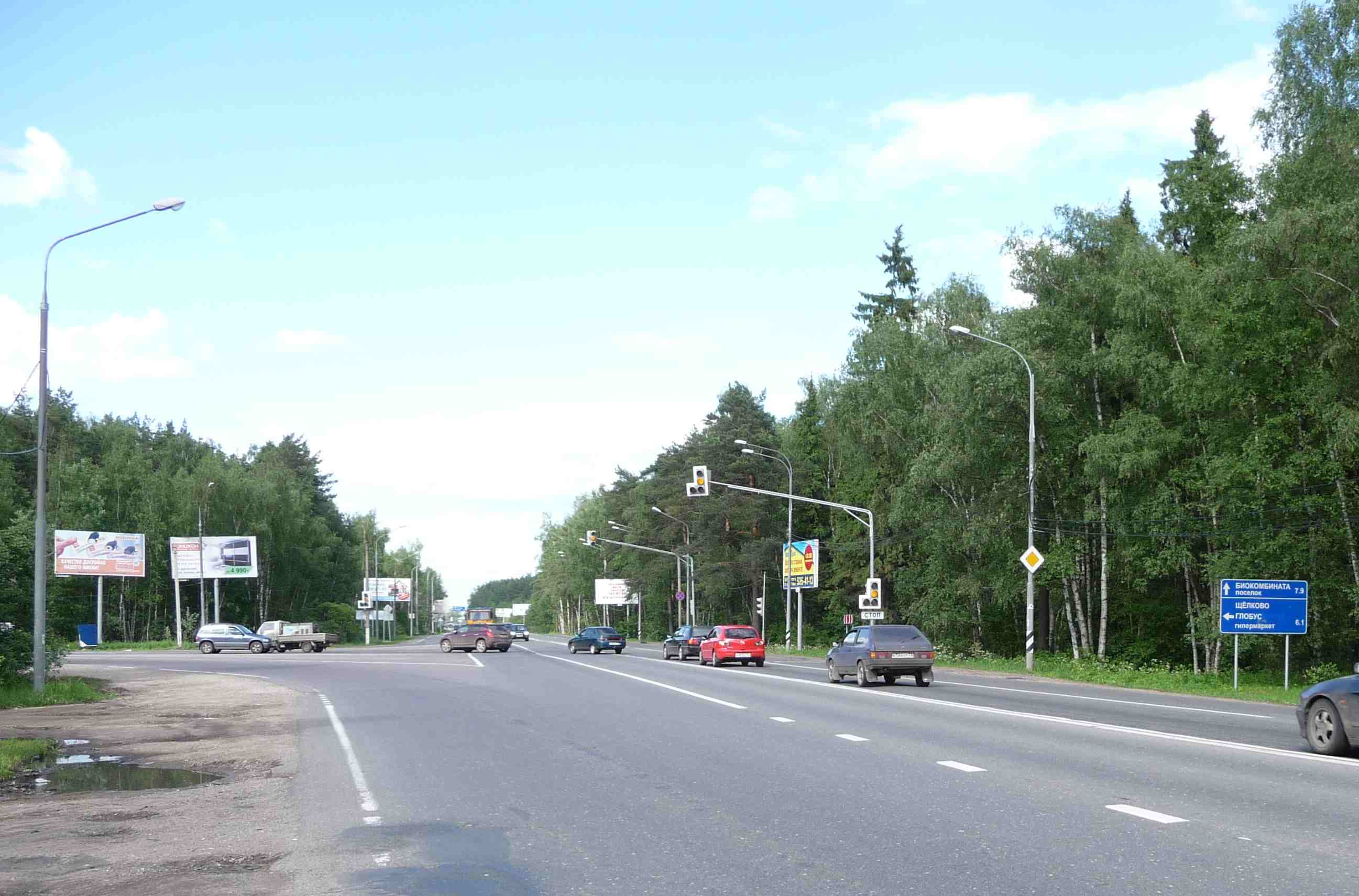
Щёлковское шоссе в месте примыкания Фряновского шоссе (на фотографии слева) — дороги на Щёлково и далее на Фрязино и Фряново

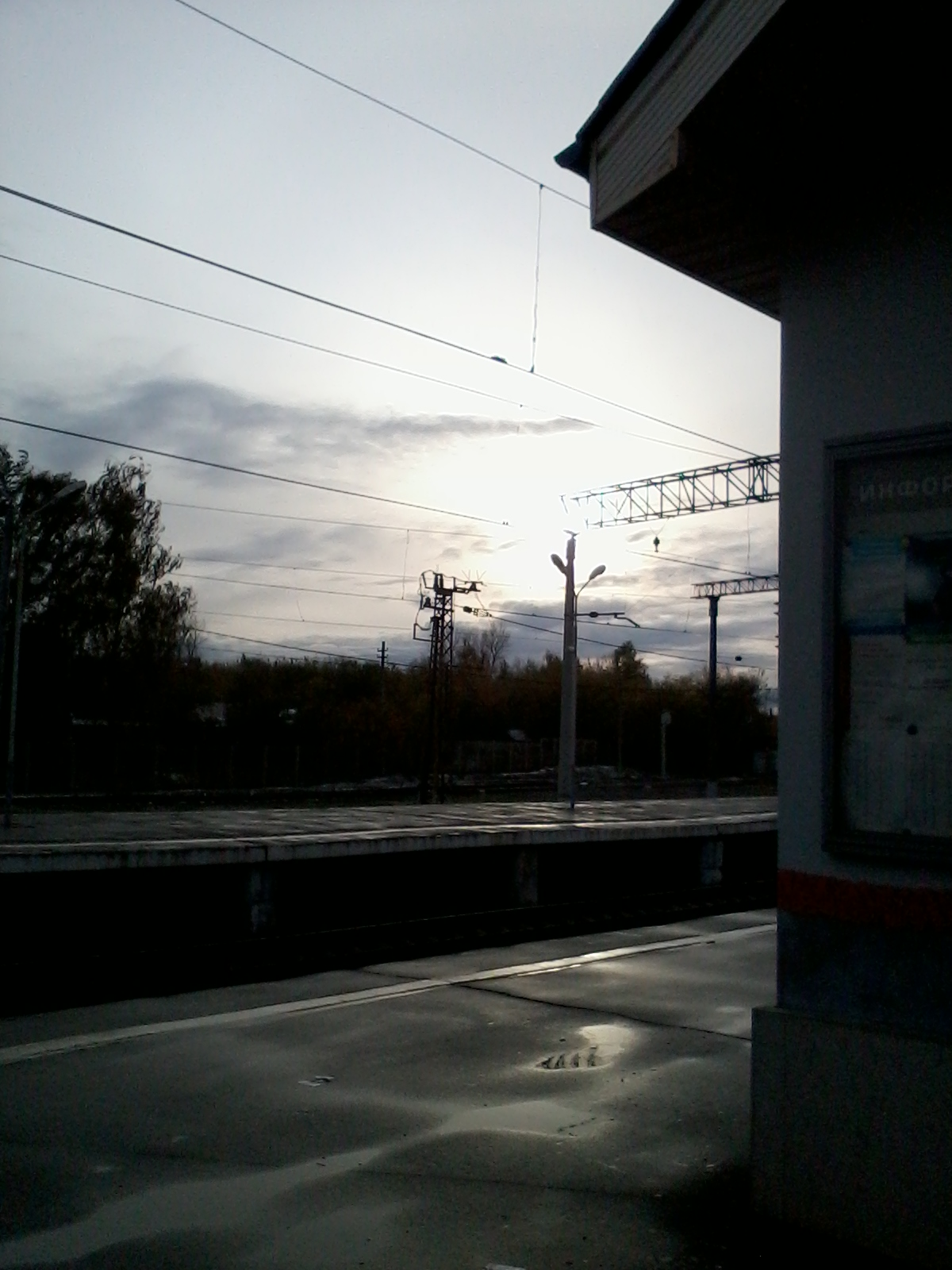
Железнодорожная станция Щёлково

До города из Москвы можно проехать по одноимённому Щёлковскому шоссе А103, с поворотом (на 15 км) на Фряновское шоссе Р110.
Запланировано строительство дублёра Щёлковского шоссе, которое разгрузит существующее направление. Дорога будет строиться параллельно действующему шоссе. Проектирование запланировано на 2019—2020 и строительство ещё + 3 года.

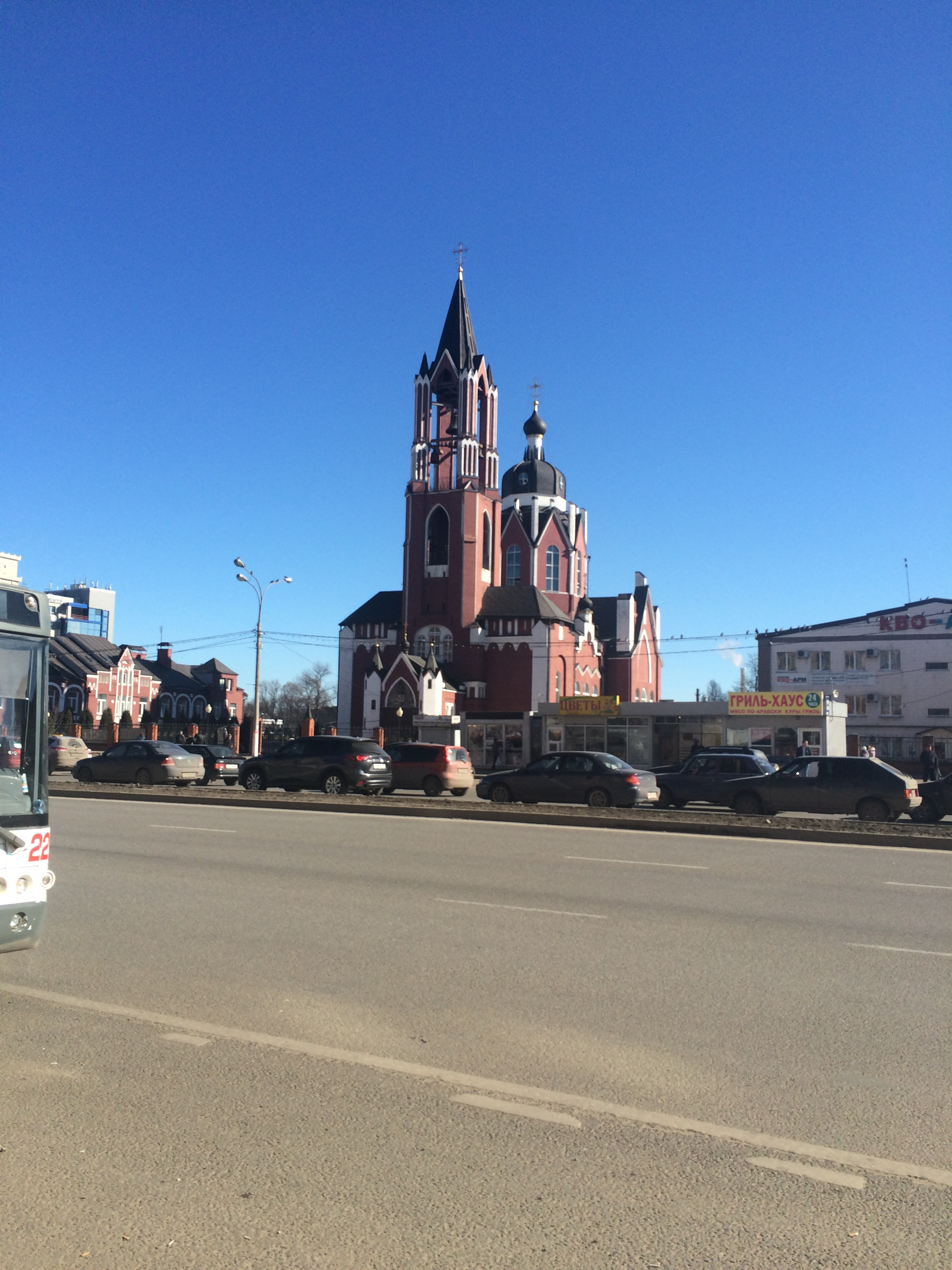
Щёлково Пролетарский проспект

Мэр Москвы Собянин подтвердил продление МЦД в Щёлково до 2030 г.

### Общественный транспорт
Основу внутригородского (стоимость внутригородских маршрутов, между микрорайонами, приравнивают к пригородным, несмотря на малую площадь города и небольшие расстояния), районного, пригородного и междугородного пассажирского транспорта составляют электропоезда, автобусы и маршрутное такси.

Перевозка пассажиров по маршруту Щёлково — Москва осуществляется жд-транспортом (до Ярославского вокзала г. Москвы, электричкой) и автобусным транспортом. Эксплуатация системы автобусного транспорта открыта с начала образования автоколонны № 1785 в составе Мострансавто. Предприятие обслуживает более 30 маршрутов. Автобусные и микроавтобусные маршруты:
Автобусы:
- 1 (ул. Полевая — ст. Щёлково — ЖБК)
- 2 (ул. Полевая — пл. Воронок — Образцово)
- 4 (ул. Широкая — пл. Воронок — завод «Спецмонтажизделие»)
- 5 (Автостанция — ул. Нахимова)
- 7 (пл. Воронок — Щёлково-7)
- 13 (ул. Полевая — ст. Фрязино — ул. Нахимова)
- 14 (ул. Полевая — Торговый центр — ул. Нахимова)
- 20 (пл. Воронок — Орлово)
- 23 (пл. Воронок — Новая Слобода)
- 24 (мкр. Заречный — ст. Щёлково — пл. Загорянская)
- 25 (маг. Заречный — Биокомбинат)
- 26 (мкр. Заречный — ст. Монино)
- 29 (ст. Щёлково — а/с «Фрязино» — д/о «Щёлково»)
- 35 (ст. Щёлково — а/с «Фрязино» — Фряново)
- 36 (Новый мост — ст. Щёлково — Оболдино)
- 37 (ст. Щёлково — а/с «Фрязино» — Петровское)
- 39 (Щёлково — Новый мост)
- 40 (ст. Пушкино — Ивантеевка — ст. Щёлково)
- 44 (Щёлково (м/р Заречный) — платф. Загорянская)
- 335 (Фряново — а/с «Фрязино» — Москва (м. Щёлковская)
- 349 (Щёлково-7 — Москва (м. Щёлковская)
- 361 (а/с «Фрязино» — ст. Щёлково — Москва (м. Щёлковская)
- 362 (ст. Монино — Москва (м. Щёлковская)
- 371 (Свердловский — Москва (м. Щёлковская)
- 378 (Биокомбинат — Москва (м. Щёлковская)
- 380 (Звёздный городок — Москва (м. Щёлковская)
- 429 (с/х «Орловский» — Москва (м. Щёлковская)
- 485 (Щёлково (м/р Заречный) — Москва (м. Щёлковская))

Микроавтобусы:
- 6 (пл. Воронок — ул. Полевая)
- 7 (пл. Воронок — Щёлково-7)
- 9 (Школа — Улица Беляева)
- 10 (кольцевой маршрут) (Жегалово — Жегалово)
- 25 (мкр. Заречный — ст. Щёлково — Биокомбинат)
- 44 (мкр. Заречный — пл. Загорянская)
- 49 (пл. Воронок — Мишнево)
- 50 (Питомник — Фрязино — ст. Щёлково — Звёздный городок)
- 51 («Глобус» — пл. Воронок — пл. Загорянская))
- 55 (пл. Воронок — пл. Ивантеевка)
- 58 (Королёв (ст. Подлипки) — пл. Загорянская — ст. Щёлково)
- 361 (а/с «Фрязино» — ст. Щёлково — Москва (м. Щёлковская)

## Религия
Подавляющее количество жителей города Щёлково — православные. Приходы Щёлкова относятся к Щёлковскому благочинническому округу Московской епархии. В городе расположены следующие действующие по состоянию на 2011 год храмы и часовни: собор Святой Троицы (1909—1915), храм Покрова Пресвятой Богородицы (1800, Потапово-2), два больничных храма — преподобномученицы великой княгини Елисаветы и иконы Божией Матери «Целительница», Храм иконы Божией Матери «Спорительница хлебов» (2008), церковь Знамения Божией Матери (1842, Амерево), церковь Святителя Николая (1835, Жегалово), церковь-часовня Серафима Саровского (1898, восст. 2009).
В 2001 году была открыта Щёлковская соборная мечеть, которая, несмотря на то, что начала строиться позже мечети в Орехово-Зуево, стала на территории Московской области первой действующей мечетью. Рассчитана на 400 прихожан.

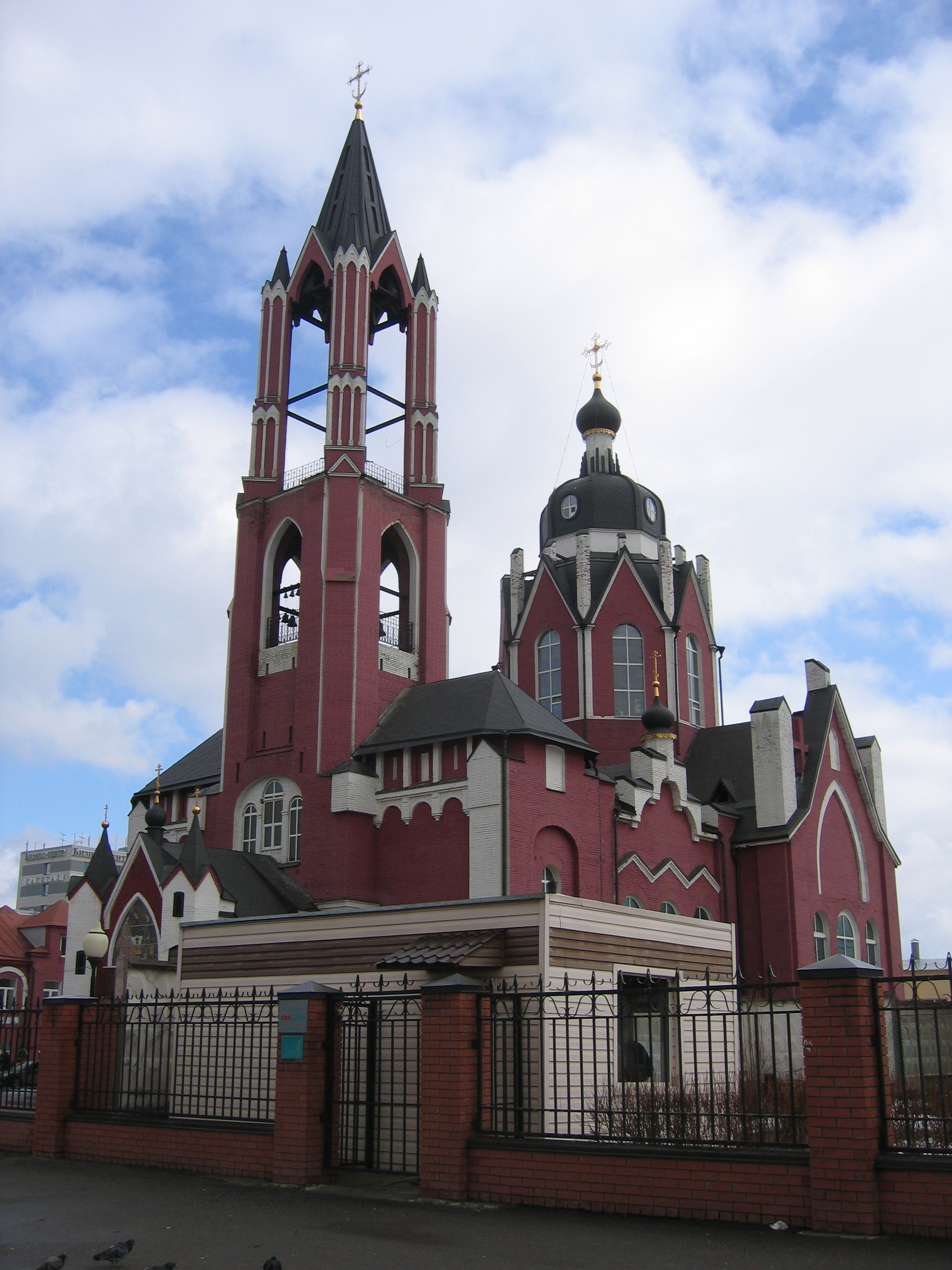
Собор Святой Троицы
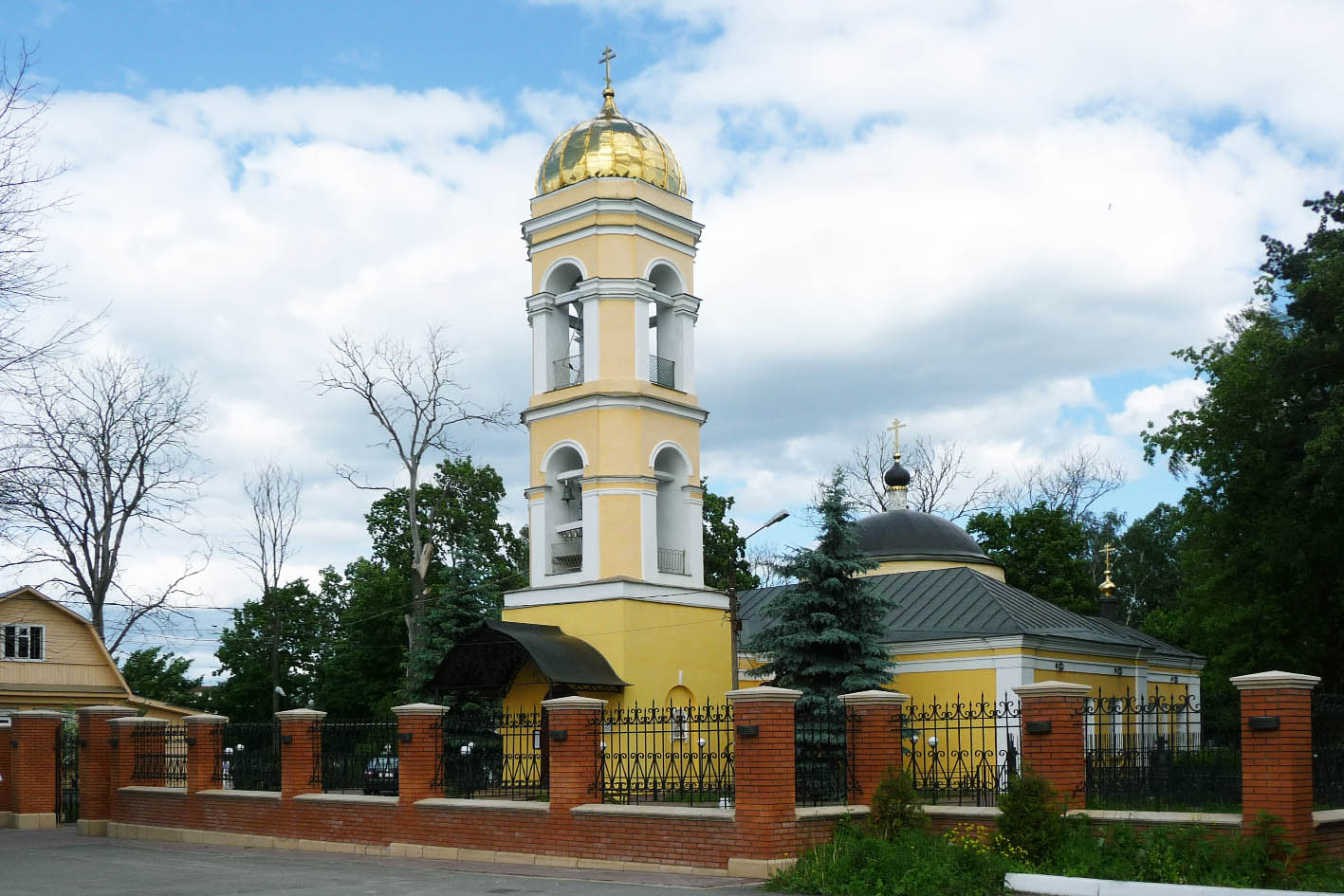
Церковь Святителя Николая (Жегалово)
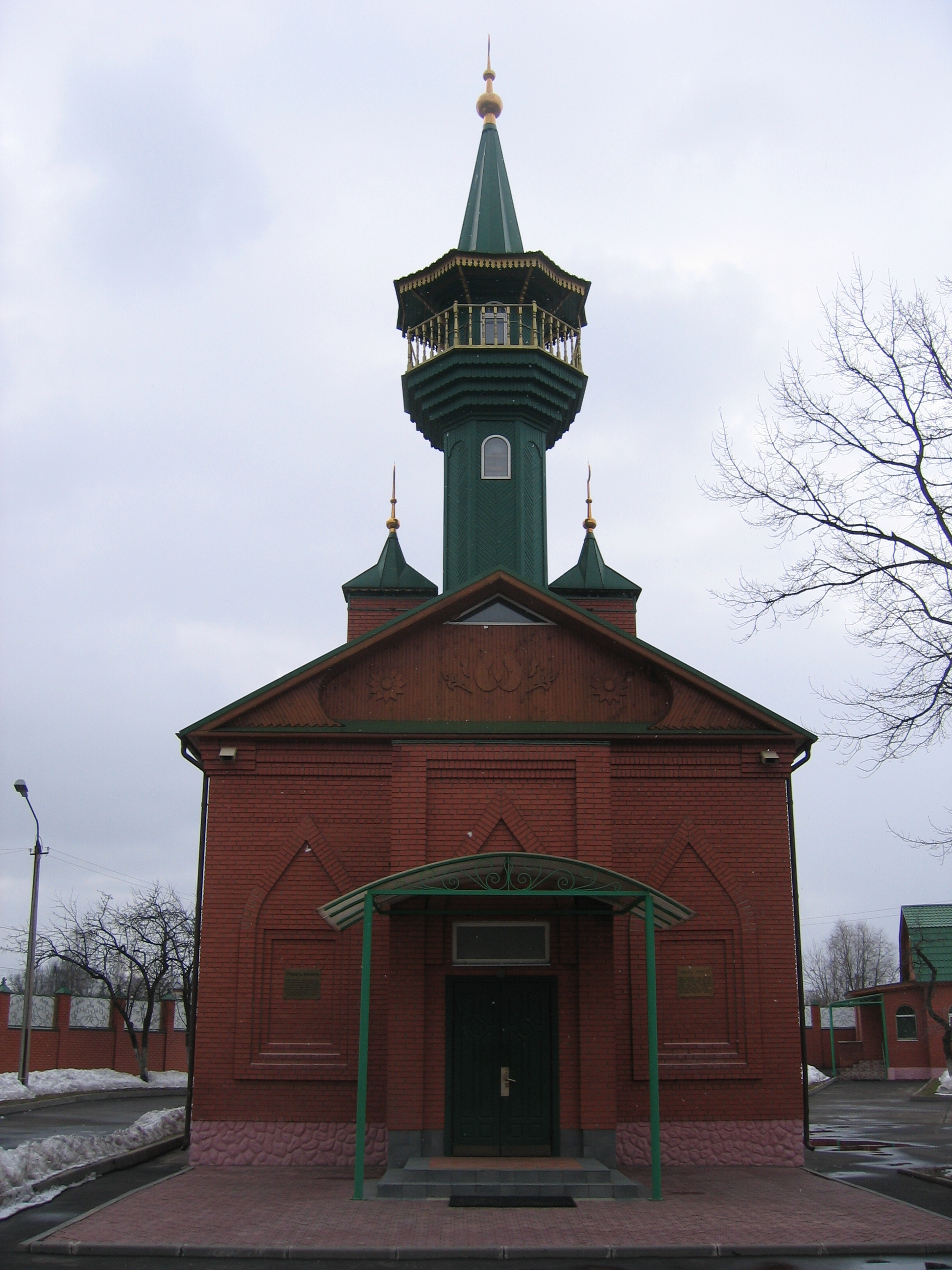
Мечеть

## Образование

### Высшие учебные заведения
- филиал Национального института имени Екатерины Великой
- филиал Московского областного гуманитарного института

### Средние специальные учебные заведения
- Щёлковский химико-механический техникум основан в 1931 году. В 1990-е переименован в Щёлковский политехнический техникум, с 2014 г. Отделение № 4 СПО МО «Московского областного профессионального колледжа инновационных технологий».
- Центральный заочный лесотехнический техникум основан в 1948 году. В 1990-е переименован в Республиканский политехнический колледж, с 2014 г. Обособленное структурное подразделение № 5 СПО МО «МОПКИТ».
- ПУ № 42 основано 1947 году, как школа ФЗО — с 2014 года. Отделение № 6 СПО МО «МОПКИТ».
- ПУ № 38, с 2014 г. Отделение № 3 СПО МО МОПКИТ.
- СПО "Государственное среднее профессиональное училище (техникум) олимпийского резерва открыто в 1999 году
- Филиал Московского колледжа градостроительства и предпринимательства ГБОУ СПО МКГП основан в 2002 году. (закрыт в 2013 году.)
- Филиал Некоммерческого образовательного учреждения "Многопрофильный «Социально-экономический колледж»

### Общеобразовательные учреждения
- Средняя общеобразовательная школа № 1 (ул. Школьная, мкр. Потапово-2)
- Щёлковская гимназия № 2 (ул. Комсомольская и Пролетарский пр-т)
- МАОУ СОШ № 3 (ул. Комсомольская)
- МАОУ СОШ № 4 им. П. И. Климука ГОЩ (ул. Центральная)
- Специальная (коррекционная) общеобразовательная школа № 5 VIII вида (ул. Советская)
- Средняя общеобразовательная школа № 6 (ул. 1-й Советский переулок, 32а)
- Щёлковский лицей (ранее Школа № 7 (ул. Парковая))
- Средняя общеобразовательная школа № 8 (ул. Центральная)
- Средняя общеобразовательная школа № 10 с углублённым изучением отдельных предметов (ул. Неделина, Щёлково-7)
- Средняя общеобразовательная школа № 11 им. Г. С. Титова (ул. Институтская, Щёлково-3)
- Средняя общеобразовательная школа № 12 (ул. Гагарина, Щёлково-3)
- Средняя общеобразовательная школа № 13 имени В. А. Джанибекова (Щёлково-4, ул. Беляева, д.14)
- Лицей № 14 имени Ю. А. Гагарина (ул. Институтская, Щёлково-3)
- Щёлковская гимназия (ул. 1-й Советский пер.)
- Открытая (сменная) общеобразовательная школа (ул. 1-й Советский пер.)
- Средняя общеобразовательная школа № 16 (ул. Парковая)
- Средняя общеобразовательная школа № 17 с углублённым изучением отдельных предметов (мкр. Богородский)
- Чкаловский межшкольный учебно-производственный комбинат трудового обучения и профессиональной ориентации учащихся (ул. Гагарина, Щёлково-3)

## Здравоохранение
В городской черте располагаются областная больница (ЩРБ № 1 и 2), одна детская районная больница, поликлиника № 3 (с лазаретом) ГВКГ им. Н. Н. Бурденко, находящаяся на территории Щёлково-3. Имеются кожно-венерологический диспансер со стационаром, наркологический, противотуберкулёзный и психоневрологический диспансеры. В 2017 году открылся областной перинатальный центр.
С сентября 2017 года запись на приём к врачам осуществляется с помощью портала государственных услуг Московской области, информационных терминалов в поликлиниках или через единый колл-центр губернатора Московской области.

## Культура
В городе действуют около 100 муниципальных учреждений культуры, в том числе 35 клубов и 40 библиотек, районный культурный комплекс, культурный комплекс «Славия», работают четыре детские школы искусств, детская художественная школа, шесть детских музыкальных школ, муниципальная художественная галерея.

### Щёлковский историко-краеведческий музей
Щёлковский районный историко-краеведческий музей был создан по решению Щёлковского ГК КПСС в 1967 году в районном Дворце культуры (выписка из протокола № 58 заседания бюро Щёлковского ГК КПСС от 27.10.1967 г. «Об открытии историко-краеведческого музея»). В 1999 г. музей открывается в центре города в первом в Щёлкове каменном здании в стиле «модерн» начала XX века (изначально торговый центр, в т. ч. главы акционерного общества «Щёлковская мануфактура А. Синицына с сыновьями», во время Первой мировой войны здесь был расположен лазарет для долечивания раненых).

### Музей формы одежды русской, советской и иностранных армий
Сравнительно недавно Музей истории военной формы был открыт для гражданских посетителей. «Основой для создания щёлковского музея стала коллекция Императорского интендантского музея». «Коллекция музея по-настоящему уникальна. Такого полного собрания нет больше нигде — ни в России, ни за границей. Где-то представлены отдельные образцы формы определённых войск, где-то вещи, принадлежавшие историческим личностям, но полностью историю военного обмундирования по эпохам можно проследить только в щёлковском музее».

### Кинотеатры
- Кинотеатр «Щёлково» — открыт в 2004 году. Входит в сеть кинотеатров ЦентрФильм в здании Торгового центра «Щёлково» (КЭМП).
- «Пять звёзд — Щёлково» (АВРОРА) входит в сеть «Пять звёзд» кинокомпании «Парадиз» с 2006 года. На базе реконструкции однозального городского кинотеатра «Аврора», построенного в 1967 году.

### Дворцы, Дома культуры
1. Щёлковский драматический театр (или Районный дворец культуры. Среди жителей именуется Домом культуры).
2. Дом культуры «Славия».
3. Щёлковский театр.
4. Дом культуры офицеров (Щёлково-3).

### Парки культуры и отдыха

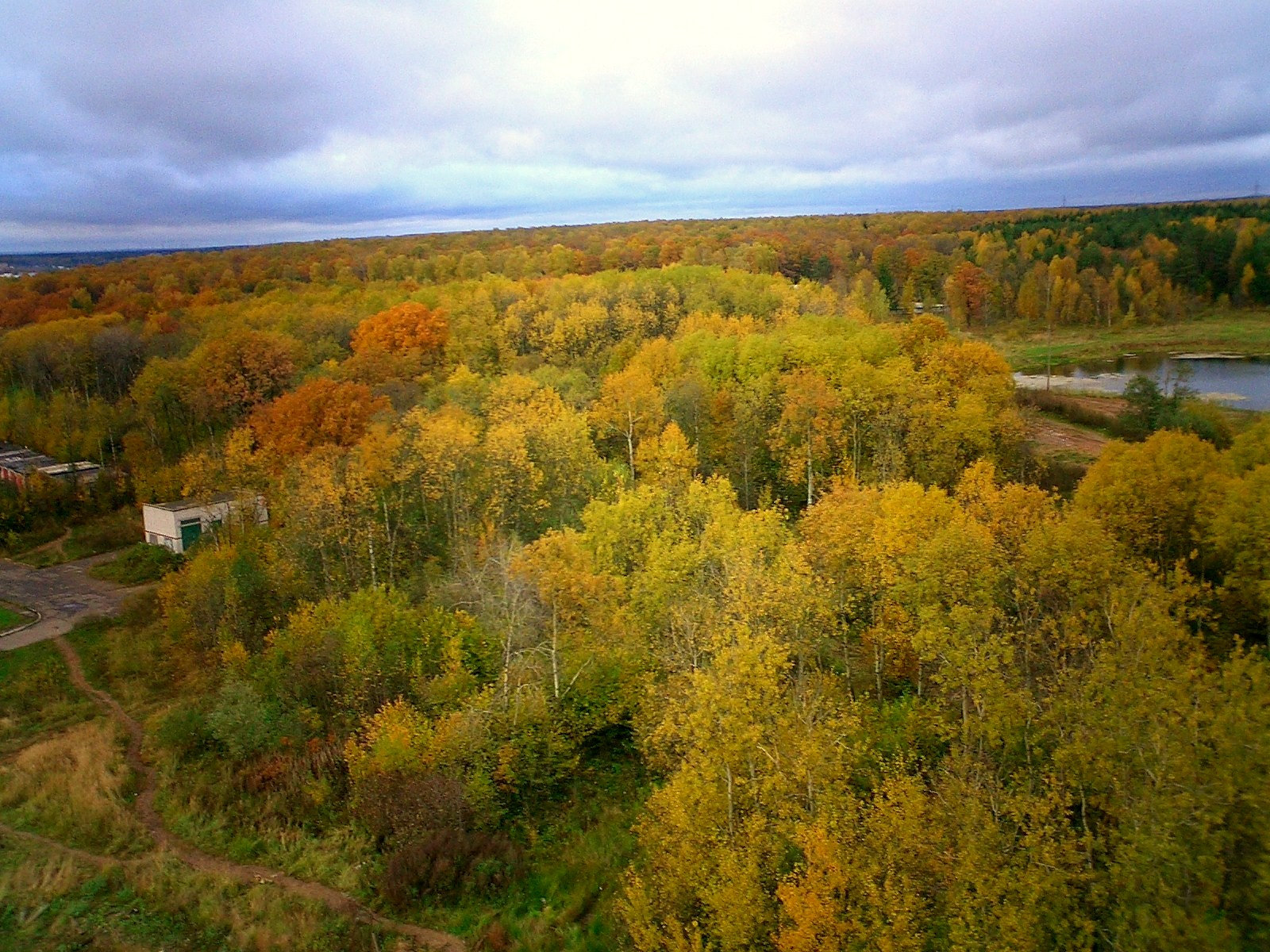
Щёлково-7

В городе имеется Щёлковский городской парк культуры и отдыха, основанный 25 октября 1957 года в честь 40-летия Октября (издано решение исполкома Щёлковского Совета народных депутатов о создании парка). Находится в западной части города. В последнее время в парке ведётся мелкая торговля, построены 2 летних кафе. Летом работают детские аттракционы, имеются надувные батуты.

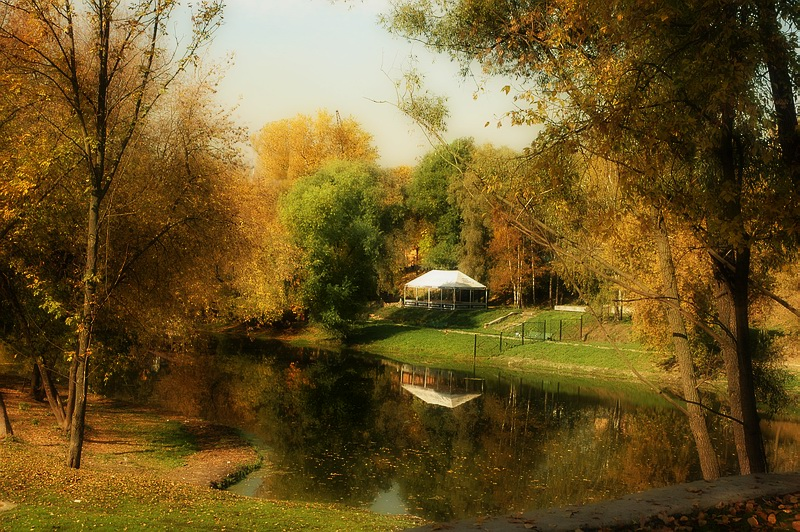
Бывший парк фабрики «Техноткань», расположенный в центре города

Также уже не существуют Парк клуба Октябрьской революции (находился в зоне застройки микрорайона Соболевка) и Пионерский парк в районе улицы Шмидта.

### Прочее

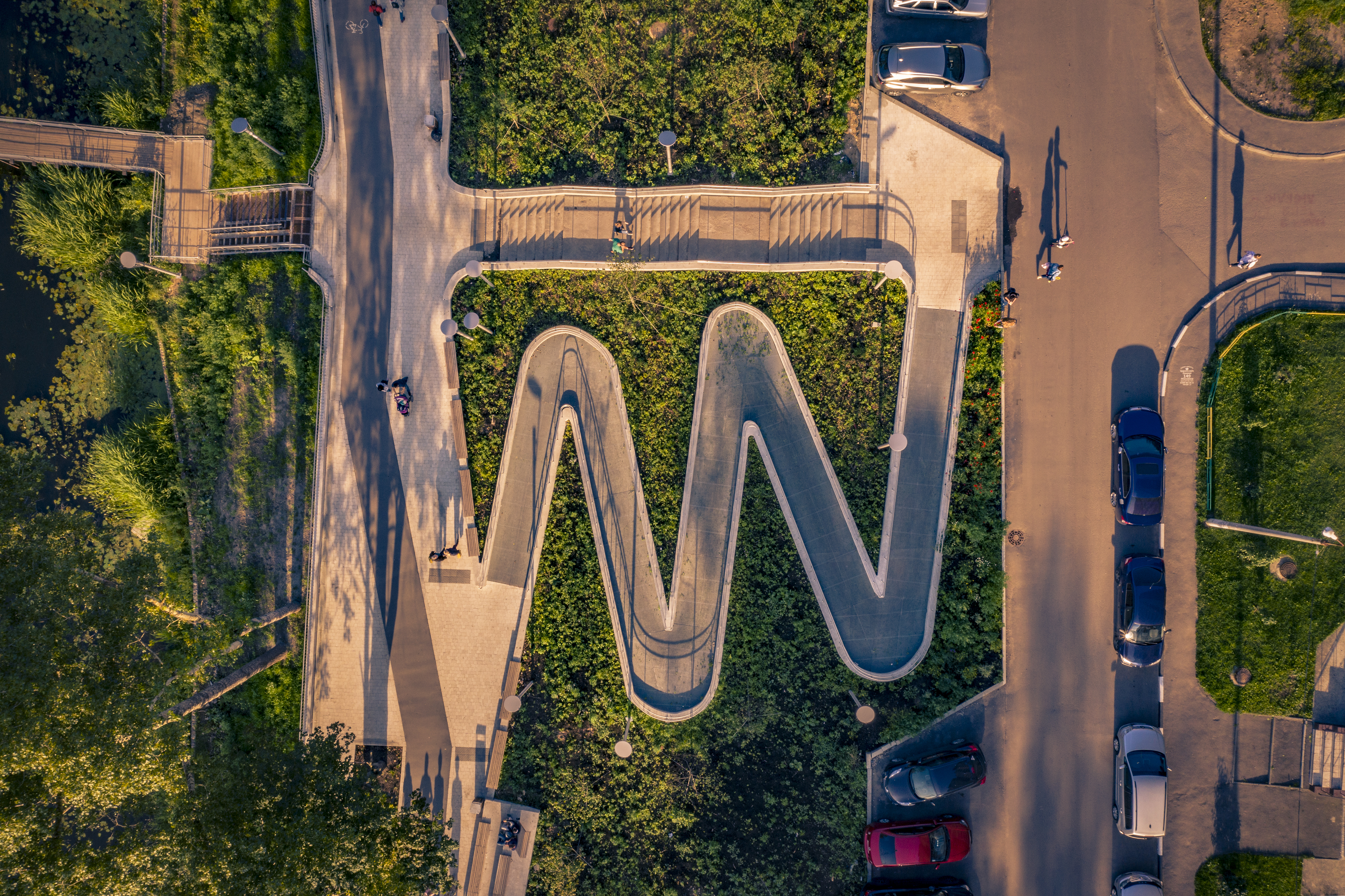
Набережная вдоль улицы Шмидта в городе Щёлково

Политические партии, общественные движения
1. Щёлковское районное отделение КПРФ (с 1993 г.). 1-й секретарь — Мокринская Е. Ф. (с 2015 г.)
2. Щёлковское отделение общественного движения «Дети войны»
3. Щёлковский Совет избирателей
4. Московский областной Совет ветеранов (пенсионеров) войны, труда, вооружённых сил и правоохранительных органов (Щёлковский районный совет)
5. Щёлковское районное общество жертв политических репрессий
6. Всероссийское общество слепых (Щёлковская местная организация)
7. Щёлковская районная общественная организация охотников и рыболовов
8. Щёлковская торгово-промышленная палата
9. Щёлковский клуб краеведов.

### Памятники монументального искусства и воинской славы

#### Объекты культурного наследия регионального значения
1. Памятный знак в честь земляков (работников фабрики Техноткань), погибших в годы Великой Отечественной войны 1941—1945 гг., 1975 год. Адрес: г. Щёлково, левый берег р. Клязьмы (постановление Правительства Московской области от 15.03.2002 № 84/9, утрачен)
2. Кладбище советских воинов, 1941 год. Адрес: г. Щёлково, Щёлковское шоссе, кладбище (постановление Правительства Московской области от 15.03.2002 № 84/9).
3. Памятник В. И. Ленину, открыт в 1970 году. Адрес: г. Щёлково, площадь Ленина.
4. Церковь Святой Троицы: богадельня 1916 год. и церковь 1910—1916 гг., Речная ул., 29 (постановление Правительства Московской области от 15.03.2002 № 84/9).
5. Памятник Советским космонавтам, перенесён. Ранее располагался возле пл. Воронок, в настоящее время расположен на пересечении улиц Центральная и Комарова (приказ Комитета по культуре Администрации Московской области от 31.12.1998 № 354).
6. Бывшая рабочая казарма (г. Щёлково, 1-й Советский пер., 1 (19), где в 1916—1918 годах жил революционер-большевик А. П. Пустов (приказ Комитета по культуре Администрации Московской области от 31.12.1998 № 354). В честь А. П. Пустова решением исполкома названа в 1929 году улица Пустовская, где на доме № 20 установлена мемориальная доска.
7. Памятник Ленину в микрорайоне Чкаловский, был установлен в 1937 году в центре города, затем находился в войсковой части в Щёлково-7. Перенесён по просьбе Чкаловского Совета ветеранов в 2017 году к 100-летию Октябрьской революции.

#### Другие памятники
1. Памятник А. С. Пушкину на ул. Пушкина, напротив Дворца культуры.
2. Памятная доска, посвящённая 99-й гвардейской воздушно-десантной Свирской дивизии, формировавшейся в городе в годы Великой Отечественной войны.
3. Бюст космонавта Комарова на ул. Комарова.
4. Памятный знак на месте гибели 03.10.1993 г. капитан-лейтенанта Игоря Остапенко, последнего Героя Советского Союза. Около здания 4-й роты ДПС ГИБДД.
5. Памятные доски, посвящённые лётчику-испытателю Бахчиванджи Г. Я. (Щёлково-3), Герою Советского Союза Иванову И. И. (ул. Иванова), Герою Советского Союза Ефименко Г. Р. (ул. Иванова).
6. Памятник погибшим в Великой Отечественной войне, Афганистане и двух чеченских войнах у ДК «Славия».
7. Мемориал работникам Химзавода, погибшим в годы Великой Отечественной войны. Автором проекта является архитектор Журун Н. П., ул. Заводская (у клуба Химзавода).
8. Памятник В. И. Ленину у проходной шёлкоткацкой фабрики.
9. Памятник работникам ХБК, погибшим в годы ВОВ, 1-й Советский переулок, у школы № 6.
10. Мемориальная доска 99-й гвардейской стрелковой Свирской дивизии.
11. Улица Свирская, названная в честь 99-й гв. стр. Свирской дивизии, формировавшейся в Щёлкове в 1943—1944 гг.
12. Улица Супруна, названная в честь Героя Советского Союза Супруна С. П.
13. Пустовская улица, в честь А. П. Пустова решением исполкома названа в 1929 году улица Пустовская, где на доме № 20 установлена мемориальная доска.
14. Скульптурная композиция «Время» на набережной Серафима Саровского.
15. Скульптура «Человек-часы» на набережной Серафима Саровского.
16. 8 ноября 2018 г. в центре «Романтик» (г. о. Щёлково) открыты мемориальные доски педагогу экспериментатору Станиславу Теофиловичу Шацкому и его ученику-последователю Ричарду Валентиновичу Соколову. Церемония проходила в год 100-летия системы дополнительного (внешкольного) образования, вклад в развитие которой внесли упомянутые педагоги, оставившие свой след в истории Щёлковского района.[86]
17. История Щёлковского района тесно связана с жизнью и деятельностью 148 Героев Советского Союза, Героев Социалистического труда, полных кавалеров орденов Славы[87]

## СМИ

### История появления первых СМИ в городе
С 1931 года издавались газеты «Коммунист», «За коммунизм» (с конца 1980-х переименована во «Время»), «Текстильщик», «За Победу», «За ударные темпы».

### Печатные СМИ города на современном этапе
На данный момент в городе издаются газеты «Время», до 2015 года — «На русском рубеже». В апреле 2015 г. начал выпускаться подмосковный общественно-политический еженедельник «Открытая газета» — единственное в городе полностью цветное издание формата А2, но с октября 2015 года выход газеты прекращён из-за конфликта между учредителями.

### Телевидение
Местный телеканал — телекомпания «Щёлково».

## Спорт
- Футбольный клуб «Спартак», в 1993—2009 годах играл в первенстве России среди команд мастеров (в 1993 и с 1995 года — во Втором дивизионе). После расформирования клуба, в 2010—2012 годах команда ДЮСШ «Спартак» участвовала в первенстве и чемпионате Московской области.
- Футбольный клуб «Спарта» выступал в сезоне 2012 в группе «А» подмосковной зоны любительского чемпионата России под руководством Андрея Тихонова. В 2013 году был расформирован, осталась команда «Спарта-2», которая в 2013 и 2014 годах играла в группе «Б». В сезоне-2015 в группе «Б» играл ЛФК «Спартак», с 2016 года в чемпионате/первенстве Московской области участвует команда «Щёлково».
- Мини-футбольный клуб «Спарта-Щёлково» (назывался также «Спартак» и «Щёлково»), существовал в 1992—2012 годах, в 2003—2009 годах играл в Суперлиге — высшем дивизионе чемпионата России.
- Мини-футбольный клуб «Динамо», выступал с сезона 2017—2018 гг. в высшей лиге чемпионата России, играл в щёлковском УСК «Подмосковье». Летом 2020 года расформирован.
- Универсальный спортивный комплекс «Подмосковье», получившийся в результате объединения в 2004 году спортивного манежа «Подмосковье» и стадиона «Спартак» имени Н. Н. Озерова[88].

## Города-побратимы
- Талси, Латвия
- Хемер, Германия
- Лохья, Финляндия
- Гродно, Беларусь
- Ахтубинск, Россия
- Феодосия, Россия
- Целе, Словения
- Бровары, Украина

## Список микрорайонов Щёлкова
- Щёлково-2 (Дальний Воронок);
- Щёлково-3 (бывший военный посёлок Чкаловский, наименование «Чкаловский» распространено в народе одновременно с официальным названием);
- Щёлково-4 (бывший посёлок Бахчиванджи);
- Щёлково-7 (бывший жилой массив открытого военного городка);
- Щёлково-9 (микрорайон «Заречный»);
- Щёлково-10 (территория аэродрома «Чкаловский»);
- Щёлково-12 (бывшее село Жегалово);
- Солнечный;
- Сиреневый;
- Ближний Воронок;
- Богородский (ранее Потапово-3);
- Финский (новый микрорайон, построенный на ул. Фрунзе между Щёлково-7 и Щёлково)
- Соболевка (ранее село Соболево).
- Потаповский

### Бывшие сёла и деревни
- Хомутово
- Потапово-2
- Турабьево
- Потапово
- Амерево
- Кожино
- Солнцево
- Хотово
- Шолохово
- Соболево (сейчас территория ул. Новая фабрика и Фабричная).